# Second Helping
Second Helping es el segundo álbum de estudio del grupo de rock sureño Lynyrd Skynyrd que salió a la venta el 15 de abril de 1974. Fue el primer disco del grupo en el que se usaron tres guitarras.

## Lista de canciones

### Lado 1
1. "Sweet Home Alabama" (Ed King, Gary Rossington, Ronnie Van Zant) – 4:43
2. "I Need You" (Ed King, Gary Rossington, Ronnie Van Zant) – 6:55
3. "Don't Ask Me No Questions" (Gary Rossington, Ronnie Van Zant) – 3:26
4. "Workin' for MCA" (Ed King, Ronnie Van Zant) – 4:49

### Lado 2
1. "The Ballad of Curtis Loew" (Allen Collins, Ronnie Van Zant) – 4:51
2. "Swamp Music" (Ed King, Ronnie Van Zant) – 3:31
3. "The Needle and the Spoon" (Allen Collins, Ronnie Van Zant) – 3:53
4. "Call Me the Breeze" (J. J. Cale) – 5:09

### 1997 bonus tracks
1. "Don't Ask Me No Questions (Versión sencillo)" (Gary Rossington, Ronnie Van Zant) – 3:31
2. "Was I Right Or Wrong (Demo)" (Gary Rossington, Ronnie Van Zant) – 5:33
3. "Take Your Time (Demo)" (Ronnie Van Zant, Ed King) – 7:29

## Personal
- Ronnie Van Zant - Vocalista
- Gary Rossington -Guitarra
- Allen Collins - Guitarra
- Ed King - Guitarra, Bajo
- Billy Powell - Teclado
- Leon Wilkeson - Bajo
- Bob Burns - Batería

Personal adicional:
- Mike Porter - Batería en "I Need You".
- Clydie King -Voz en "Sweet Home Alabama".
- Merry Clayton & Friends - Coristas en "Sweet Home Alabama".
- Bobby Keys, Trewor Lawrence & Steve Madiao - Instrumentos de viento-metal y saxos en "Don't Ask Me No Questions " y "Call Me The Breeze".
- Al Kooper - Coros y piano en "Don't Ask..." y "The Ballad Of Curtis Loew", También fue el Productor Del álbum.